# Siouville-Hague
Siouville-Hague è un comune francese di 1 157 abitanti situato nel dipartimento della Manica nella regione della Normandia.

## Società

### Evoluzione demografica
Abitanti censiti